# Laura Pérez Granel
Laura Pérez Granel (Valencia, 1983) es una Ilustradora y autora de cómic española, galardonada en 2020 con el premio Ojo Crítico de Cómic de RNE por su obra Ocultos. En 2022, fue nominada a los Premios Emmy por los títulos de crédito de la serie de televisión estadounidense Solo asesinatos en el edificio de Disney+, en la que también realiza los dibujos y el mural que hace Mabel, el personaje interpretado por la actriz Selena Gómez.

## Trayectoria
Se graduó en la Real Academia de Bellas Artes de San Carlos de Valencia en 2010, después de haber realizado varios cursos en el extranjero a los que pudo optar tras conseguir las becas de estudios Erasmus, Promoe y.Sicue-Séneca. Así, Pérez pudo formarse en la Escuela Regional de Bellas Artes de Rennes, en Francia, en la Universidad de las Artes de Alberta, en Canadá y, por último, en la Escuela de Bellas Artes de Barcelona.
Su primera novela gráfica, Naúfragos, una obra sobre la nostalgia ambientada en el Madrid de 1981, durante la movida madrileña, la publicó en 2016 junto al guionista Pablo Monforte, después de haber ganado el X Premio Internacional de Novela Gráfica Fnac-Salamandra Graphic. Esta obra fue traducida al francés con Des ronds dans l'O en 2018 y al inglés con Dark Horse Comics en 2021.
En 2019, publicó con Astiberri Ediciones su primera obra en solitario titulada Ocultos, una novela gráfica sobre el misterio de la realidad y con el que Pérez se adentra en el mundo de lo paranormal. Ese mismo año, la obra recibió el Premio al Mejor Álbum Nacional en el Splash Sagunt, el festival del cómic de la Comunidad Valenciana que se celebra en Sagunto. En 2020, fue galardonada con el premio Ojo Crítico de Cómic de Radio Nacional de España (RNE) «por la elegancia de su estilo poético, la capacidad para representar el extrañamiento, lo delicado y lo oscuro». También en 2020, la Asociación Española de Fantasía, Ciencia Ficción y Terror (AEFCFT) concedió a Ocultos el Premio Ignotus al mejor tebeo nacional.
Pérez trabaja como ilustradora para medios nacionales como El País, e internacionales como los periódicos The Washington Post, The Wall Street Journal o The Boston Globe o las revistas Vanity Fair y National Geographic, entre otros. También ha realizado encargos para instituciones como la Organización Mundial de la Salud o el Ayuntamiento de Valencia. Y, en 2021, fue la autora del cartel anunciador de la XII edición del Salón del Cómic de Navarra, y de la VIII edición del Splash Sagunt. Además, aparece en el volumen 4 de Illustration Now! editado por Taschen, ha sido incluida en el repertorio de los mejores Ilustradores españoles publicado por Lunwerg y, en 2019, se la incluyó en el libro Reinas de la ilustración española del siglo XXI de Cristian Campos para Norma Editorial.
En 2021, comenzó a colaborar con el estudio estadounidense Elastic en la creación de los títulos de crédito de la serie de televisión Solo asesinatos en el edificio de Disney+, dirigidos por la directora creativa Lisa Bolan. Pérez también se ha encargado de la elaboración de los dibujos y el mural creados por Mabel, el personaje que realiza Selena Gomez en la serie. Este trabajo le ha valido una nominación a los Premios Emmy en 2022.

## Obra

### Novela gráfica
- 2016 – Naúfragos. Junto a Pablo Monforte. Salamandra Graphic. ISBN 9788416131266.[19]
- 2019 – Ocultos. Astiberri Ediciones. ISBN 9788417575076.[20]
- 2021 – Tótem. Astiberri Ediciones. ISBN 9788418215544.[21]
- 2022 – Espanto. Astiberri Ediciones. ISBN 9788418909351.
- 2024  – Nocturnos. Astiberri Ediciones. ISBN 9788419670540.

### Álbumes Ilustrados
- 2019 – Secrets de Sorcières. La Martinière Jeunesse (en francés).
- 2020 – Los secretos de las brujas. Escrito por Julie Légère y Elsa Whyte. Errata Naturae. ISBN 978-84-17800-67-3.[22]
- 2020 – Sirènes de Legénde. La Martinière Jeunesse (en francés).
- 2021 – Secrets de Vampires. La Martinière Jeunesse (en francés).
- 2021 – Sirenas de leyenda. Escrito por Rémi Giordano y Olivia Godat. Errata Naturae. ISBN 978-84-17800-93-2.[23]

## Reconocimientos
En 2015, Pérez recibió el Premio Valencia Crea de cómic por su historieta Empatía. Al año siguiente, en 2016, la novela gráfica que publicó junto a Pablo Monforte, titulada Naúfragos, se alzó con Premio Internacional de Novela Gráfica Fnac-Salamandra Graphic en su IX edición.
En 2020, Radio Nacional de España (RNE) le concedió el premio Ojo Crítico de Cómic por su primera novela gráfica en solitario, Ocultos, «por la elegancia de su estilo poético, la capacidad para representar el extrañamiento, lo delicado y lo oscuro». Ese mismo año, su obra Ocultos recibió el Premio Ignotus al mejor tebeo nacional que concede la Asociación Española de Fantasía, Ciencia Ficción y Terror (AEFCFT), y el Premio al Mejor Álbum Nacional en el festival Splash Sagunt de cómic de la Comunidad Valenciana, que se concedió ex aequo con Agustín Ferrer por Mies.
En 2022, su obra Tótem consiguió el Premio Lorna al mejor cómic nacional, dentro del festival Celsius 232, y cuyo jurado está compuesto por miembros de la Asociación de Críticos y Divulgadores de Cómic de España. Además, el mismo año Pérez consiguió una nominación a los Premios Emmy por los títulos de crédito de la serie de televisión Solo asesinatos en el edificio de Disney+.